# 영리한 새끼 암여우
《영리한 새끼 암여우》(Příhody lišky Bystroušky, 체코어 문자 그대로는 "귀밝은 암여우의 모험"이다)는 레오시 야나체크가 작곡한 3막의 오페라이다. 루돌프 테스노흐리데크(Rudolf Tĕsnohlídek)가 리도베 노비니 신문에서 처음 발간된 연재 만화(novella)를 보고, 작곡가가 오페라 대본을 작성하였다. 이 오페라는 1924년 11월 6일 브르노에서 처음 공연되었다.
《영리한 새끼 암여우》는 비록 작품 끝에 표제의 암여우가 죽지만, 레오시 야나체크의 가장 밝은 오페라로, 자주 냉엄하게 심각한 성향의 오페라인《예누파》와 《카탸 카바노바》같은 작품과 비교가 된다. 레오시 야나체크의 작품 대부분이 그러하듯, 여주인공은 야나체크가 오랫동안 열정적으로 사랑한 카밀라 스토스슬로바를 형상화한다. 이 오페라에서 작곡가는 더 민속풍으로 그전과 그 뒤의 전통적 스타일과는 거리가 멀다.
야나테크의 요청으로 "영리한 새끼 암여우"의 마지막 부분이 1928년 그의 장례식에서 연주되었다.

## 등장 배역
- 주요 등장 배역

암여우 (소프라노)
삼림관 (바리톤)
교장, 성직자, 하라슈타
숫여우
- 그외

삼림관의 아내, 아이들(페티크와 프란티크)
개, 수탉과 암닭, 동물들

## 줄거리

### 1막

#### 1장. 어느 여름 정오날 숲속 계곡, 여름
삼림관은 집에 늦게 돌아가던 중, 아내가 만족할 만한 변명을 꾸며내려한다. 그는 나무 밑에 누워서 낮잠에 든다. 곤충들이 그를 둘러싸고 춤을 추고, 개구리가 등장하자 눈이 휘둥그레진다. 귀밝은 어린 암여우가 개구리를 겁먹게 하여, 삼림관의 코로 펄쩍 뛰고, 그 바람에 그는 잠에서 깨어난다. 그는 그 암여우를 잡아서, 애완 동물로 아이들을 기쁘게 할 생각으로 집으로 데려간다.

#### 2장. 삼림꾼의 오두막 마당, 가을
삼림꾼의 아내는 집에 벼룩이 득실거리는 여우가 반갑지 않다. 개는 자신의 슬픈 이야기로, 목놓아 우는 여우를 조용히하려고 한다. 사랑에 대해서 아무것도 모르면서, 개는 시를 지어 노래를 부르지만, 삼림꾼에게 철썩 얻어맞기만 한다. 그 암여우의 세상의 방법의 유일한 지식은, 자신과 이야기하는, 자유롭게 사는 찌르레기 가족에서 알 수 있을 뿐이었다. 암여우는 개의 접근에 화가나서 격퇴한다. 그집의 아이들인 페티크와 프란티크에게 약올림을 당하자, 암여우는 페티크를 깨물고, 꽁꽁 묶인다. 수탉과 암닭은 더 높은 도덕적 위치를 차지하고, 자신들은 쓸모가 있고, 삼림꾼의 아내에게 보상받지만, 그 여우는 쓸모없다고 지적한다. 암여우는 암탉들에게 수탉에게 반기를 들라고 일깨우려 노력하지만, 그들은 너무 온순할 뿐이다. 이에 짜증난 암여우는 그 자신을 비료 더미에 몸을 내던지는 것처럼 꾸민다. 닭들이 조사에 나섰을 때, 암여우는 모두를 죽인다. 산림관의 아내가 그 암여우를 쏴죽여야한다고 목소리 높이자, 암여우는 줄을 깨물어서 산속으로 도망친다.

### 2막

#### 1장. 숲
암여우는 오소리 굴을 둘러보자, 오소리는 암여우를 무례하게 대한다. 여우는 오소리를 너무 큰 집을 소유한다고 공격하고, 굴을 마구 더럽히자 오소리가 도망친다.

#### 2장. 파세크의 여관, 겨울
삼림관은 학교 교장와 성직자와 함께 카드를 친다. 그는 테린카라는 여인에게 푹 빠진 것을 대고 교장을 약올리지만, 교장이 여우에 대해 묻자, 화를 낸다. 집으로 가는 길에 그 교사는 해바라기 뒤에 있는 어떤 것(암여우)을 보고, 그것을 테린카라 착각하여, 사랑의 고백을 한 뒤 술이 취해 잠이 든다. 성직자 역시 술에 취해서, 그가 젊은 시절 동경하던 아름다운 소녀를 기억한다. 그러나 그녀는 푸줏간집 아들의 아이를 임신하고, 그 비난을 자신에게 돌렸다. 그 후로 목사는 여자들을 조심하여 대한다.

#### 3장. 암여우의 굴, 봄
암여우는 한 잘생긴 숫여우의 애정을 받고, 그는 그녀가 혼자이고, 집을 가지고 있으며, 인간에 의해 자랐다는 것을 알고 기뻐한다. 암여우는 삼림관에 의해 벌어진 모험 중 일부를 그에게 말한다. 숫여우는 계속해서 구애하고, 마침내 다른 동물들이 그들에 관계에 대해 수근덕거린다. 암여우는 이 사실을 깨달았고 이겨내지만, 숫여우는 바로 청혼한다. 그들은 딱따구리의 주례로 결혼한다.

### 3막

#### 1장. 숲속에서 수확, 가을
새장수인 하라슈타는 즐겁게 노래부르며 삼림관을 만나, 곧있어 테린카와 결혼한다고 말한다. 삼림관이 밀렵한 것이 아니냐고 의심스럽게 묻자, 그는 이를 부정하지만, 그가 막 죽은 토끼를 보고 마음이 움직였다고 시인한다. 삼림관은 이 동물을 미끼로 써서, 그 암여우를 잡을 생각을 한다. 그러나 남편과 그들의 새끼들을 이끄는 암여우는 삼림관의 냄새를 맡고 속지 않고, 어린 새끼들에게 덫을 주의하라고 가르친다. 하라슈타가 새들을 바구니에 가득 채워 재등장할 때, 여우는 다리를 절뚝거리는 체하여 그를 멀리 보내려고 한다. 이에 그는 넘어져 코를 다치지만, 암여우가 암닭을 공격하자, 하라슈타는 암여우를 쏘아죽인다. 그는 기뻐하며 테린카를 위해 그 가죽을 토시로 만들리라 결심한다.

#### 2장. 파세크의 여관
여우굴이 텅빈 것을 알고, 삼림관은 교장에게 마른 여우의 혓바닥을 가져다 주겠다고 약속한다. 이는 눈에 안보이게 하여, 다음번에 그가 여자들을 유혹할 때 유용하겠지만, 교장은 그저 테린카의 결혼에 슬퍼한다.

#### 3장. 숲속의 계곡, 여름
자연의 아름다움을 살펴보며 삼림관은 다시 잠이 든다. 그는 어린 암여우를 보고, 예전 암여우의 생생한 인상을 받는다. 만약 그 여우를 잡는다면, 다음번에는 더 나은행동을 하리라 결심한다. 한 개구리가 그의 코에 뛰어오르자, 삼림관은 그 개구리에게 중얼거리며, 피할 수 없는 자연의 순환을 깨닫게 된다.

## 착상
야나체크는 영리한 새끼 암여우의 캐릭터를, 리도베 노비니 신문에서 연재 만화를 보고 영감을 받았다. 이 만화를 본 후, 그는 작가인 루돌프 테스노흐리데크를 만나고, 동물 연구를 시작하였다. 이 등장 배역들의 이해에는 야나체그 70년 인생의 경험과, 그보다 훨씬 젊은 유부녀인 카밀라 스토스슬로바를 향한 불변의 이루지 못할 사랑을 포함하며, 그는 오페라 작업을 착수하였다. 야나체크는 직접 대본을 쓰고, 자기 자신을 삼림관에, 카밀라는 암여우와 테린카의 캐릭터에 투영하였다. 그는 또한 원작의 익살스런 만화를, 암여우의 죽음을 통해 인생의 순환과 죽음의 철학적 사고를 반영하였다. 대본을 더하여 야타체크는 그의 가장 실험적인 오페라 개념(발레, 마임, 관현악 중간 삽입곡)과 민속적 멜로디를 엮었다. 다른 나이든 작곡가들처럼, 이 후기 오페라는 심오한 인생에 관한 이해를 소박함으로의 회기로 이끔을 보여주었다.

## 원작 만화
루돌프 테스노흐리데크의 원작 만화, 야나체크가 이 만화에서 오페라의 착상을 얻었다.

## 영화
The Cunning Little Vixen (2003), IMDB, 2003년, 애니메이션 버전이 BBC에 의해 출시되었다.